# 阿兰·德·伯努瓦
阿兰·德·伯努瓦（法語：Alain de Benoist，1943年12月11日—）法国记者和政治哲学家，新右派运动创始成员，以及族裔民族主义智库GRECE的领袖。伯努瓦主要受到了德国保守革命思想家的影响，他反对基督教、人权、新自由主义、代议制民主和平等主义以及他所认为体现和推动这些价值观的国家—美国。他构建了民族多元主義的概念，该概念依赖于保护和相互尊重个体和有边界的民族文化区域。伯努瓦的作品对美国极右翼运动产生影响，并在由理查德·B·斯宾塞主持的国家政策研究所会议上发表了有关认同主義的演讲；然而，他与该运动保持了距离。